# Carcinome urothélial papillaire non infiltrant de bas grade
Le carcinome papillaire non infiltrant de bas grade (OMS 1973 G1 et G2) est un type de lésion urothéliale papillaire.

## Microscopie
- Tumeur papillaire exophytique
- légère désorganisation architecturale avec enroulements
- peu d'atypies cytonucléaires
- nombreuses mitoses étagées
- noyaux allongées, ovalaires, chromatine assez dense renfermant parfois des nucléoles
- rares mitoses (à tous les niveaux)

### Diagnostic différentiel morphologique
- Carcinome urothélial papillaire non infiltrant de haut grade

## Pronostic
- Taux de récidive élevé (60)
- Faible risque progression vers une tumeur infiltrante (15%)

## Traitement - Prise en charge
Variable.